# Saneczka
Saneczka – potok, lewy dopływ Trzciańskiego Potoku w województwie małopolskim w powiecie bocheńskim. Wypływa we wsi Bełdno na wysokości 524 m na północnych stokach góry Kamionna (802 m). Spływa krętym korytem w kierunku północnym i północno-wschodnim płynąc przez Bełdno i Łąktę Górną. Uchodzi do Trzciańskiego Potoku w Łąkcie Górnej na wysokości 294 m.
Saneczka posiada 5 prawych i 5 lewych dopływów. Jej zlewnia znajduje się w gminie Żegocina. Pod względem geograficznym jest to obszar Beskidu Wyspowego i Pogórza Wiśnickiego.